# Frente de Esquerda (França)
A Frente de Esquerda (em francês: Front de Gauche, FG ou FDG) é uma aliança política francesa formada em 2008.
A Frente de Esquerda foi fundada antes das eleições parlamentares europeias de 2009 (França), juntado o Partido Comunista Francês, o recém-criado Partido de Esquerda e outros pequenos partidos e movimentos políticos e sociais . 
Após os bons resultados das eleições europeias de 2009, a FG tornou-se permanente e alargando-se a nível local e regional. O líder da FG é Jean-Luc Mélenchon  e, a nível europeu, integra o grupo da Esquerda Unitária Europeia/Esquerda Nórdica Verde.
Em julho de 2016, após a criação de um novo partido político chamado França Insubmissa, Jean-Luc Mélenchon anuncia unilateralmente o fim da Frente de Esquerda. O PCF, Ensemble ! e République et socialisme não confirmaram a dissolução da coalizão, e ainda aparecem em seus respectivos sites como membros da Frente.

## Partidos membros
| Partidos                                         | Ideologia                          |
| ------------------------------------------------ | ---------------------------------- |
| Partido Comunista Francês                        | Comunismo, Socialismo              |
| Partido de Esquerda                              | Socialismo, Marxismo               |
| Esquerda Unitária                                | Socialismo, Anticapitalismo        |
| Federação por uma Alternativa Social e Ecológica | Ecossocialismo, Socialismo         |
| República e Socialismo                           | Republicanismo, Socialismo         |
| Convergências e Alternativas                     | Internacionalismo, Anticapitalismo |
| Esquerda Anticapitalista                         | Anticapitalismo, Ecossocialismo    |
| Partido Comunista dos Trabalhadores de França    | Comunismo, Maoismo                 |
| As Alternativas                                  | Comunismo, Ecossocialismo          |

## Resultados eleitorais

### Eleições presidenciais
| Data | Candidato apoiado  | 1ª Volta  | 1ª Volta  | 2ª Volta | 2ª Volta |
| Data | Candidato apoiado  | Votos     | %         | Votos    | %        |
| ---- | ------------------ | --------- | --------- | -------- | -------- |
| 2012 | Jean-Luc Mélenchon | 3 984 822 | 11,1 (#4) |          |          |

### Eleições legislativas
| Data | Votos     | %        | Deputados | Status   |
| ---- | --------- | -------- | --------- | -------- |
| 2012 | 1 792 923 | 6,9 (#4) | 10 / 577  | Oposição |

### Eleições europeias
| Data | Votos     | %        | Deputados | +/- |
| ---- | --------- | -------- | --------- | --- |
| 2009 | 1 115 021 | 6,5 (#5) | 5 / 72    |     |
| 2014 | 1 200 389 | 6,6 (#6) | 4 / 74    | 1   |